# Sandy (album)
Pour les articles homonymes, voir Sandy.
Albums de Sandy Denny
The North Star Grassman and the Ravens
(1971) Like an Old Fashioned Waltz
(1972)
Singles
1. Listen, Listen / Tomorrow Is a Long Time
Sortie : 27 octobre 1972

Sandy est le deuxième album solo de l'autrice-compositrice-interprète britannique Sandy Denny. Il est sorti en 1972 sur le label Island Records.

## Fiche technique

### Chansons
Toutes les chansons sont écrites et composées par Sandy Denny, sauf mention contraire.
| 1. | It'll Take a Long Time        |                                                   | 5:13 |
| 2. | Sweet Rosemary                |                                                   | 2:29 |
| 3. | For Nobody to Hear            |                                                   | 4:14 |
| 4. | Tomorrow Is a Long Time       | Bob Dylan                                         | 3:56 |
| 5. | The Quiet Joys of Brotherhood | musique traditionnelle, paroles de Richard Fariña | 4:28 |

| 6.  | Listen, Listen    |  | 3:58 |
| 7.  | The Lady          |  | 4:01 |
| 8.  | Bushes and Briars |  | 3:53 |
| 9.  | It Suits Me Well  |  | 5:05 |
| 10. | The Music Weaver  |  | 3:19 |

### Musiciens
- Sandy Denny : chant, guitare acoustique, piano
- Richard Thompson : guitare électrique, guitare acoustique, mandoline
- Trevor Lucas : guitare acoustique
- Sneaky Pete Kleinow (en) : pedal steel guitar
- Dave Swarbrick (en) : violon
- John Bundrick : orgue, piano
- Pat Donaldson : basse
- Timi Donald : batterie
- John Kirkpatrick (en) : concertina
- Linda Peters : chant
- Harry Robinson : arrangements des cordes
- Allen Toussaint : arrangements des cuivres

### Équipe de production
- Trevor Lucas : producteur
- John Wood (en) : ingénieur du son
- David Bailey : photographie